# 77185 Cherryh
Cherryh (asteróide 77185) é um asteróide da cintura principal, a 2,1514519 UA. Possui uma excentricidade de 0,1719021 e um período orbital de 1 529,58 dias (4,19 anos).
Cherryh tem uma velocidade orbital média de 18,47854468 km/s e uma inclinação de 3,16099º.
Este asteróide foi descoberto em 20 de Março de 2001 por Don Wells, Alex Cruz.